# Madeleine Amelie Bisaillon
Madeleine Amelie Bisaillon (11 gennaio 1425 – ...) è stata una nobildonna francese.

## Biografia
All'età di 14 anni la ragazza fu data in matrimonio a Vlad IV Călugărule e ebbe quattro figli, tra cui Radu IV cel Mare.
Nel 1460 dopo la sparizione del marito la donna fu attaccata dai cittadini perché pensavano che Vlad L'impalatore (il fratello acquisito) l'avesse influenzata a fare un patto con il diavolo; gli abitanti del villaggio le bruciarono la casa con dentro tutta la famiglia, escluso il marito. Radu e i suoi altri due fratelli si salvarono ma la sua unica figlia Marie mori. Il corpo di Madeleine non fu mai trovato, invece quello di Marie fu gettato in una fossa comune insieme a traditori, assassini e ladri.
Nel 1479 i ragazzi ritrovarono il padre e nel 1481 quando il padre andò al potere il fratello maggiore Radu gli fece da vice. Il secondo fratello fu impiccato poco prima perché lo pensavano pazzo e iniziò a dare segni di squilibrio: diceva di vedere la presumibilmente defunta madre.